# Сассетта (Тоскана)
Сассетта (італ. Sassetta) — муніципалітет в Італії, у регіоні Тоскана,  провінція Ліворно.
Сассетта розташована на відстані близько 210 км на північний захід від Рима, 90 км на південний захід від Флоренції, 55 км на південний схід від Ліворно.
Населення — 532 особи (2014).

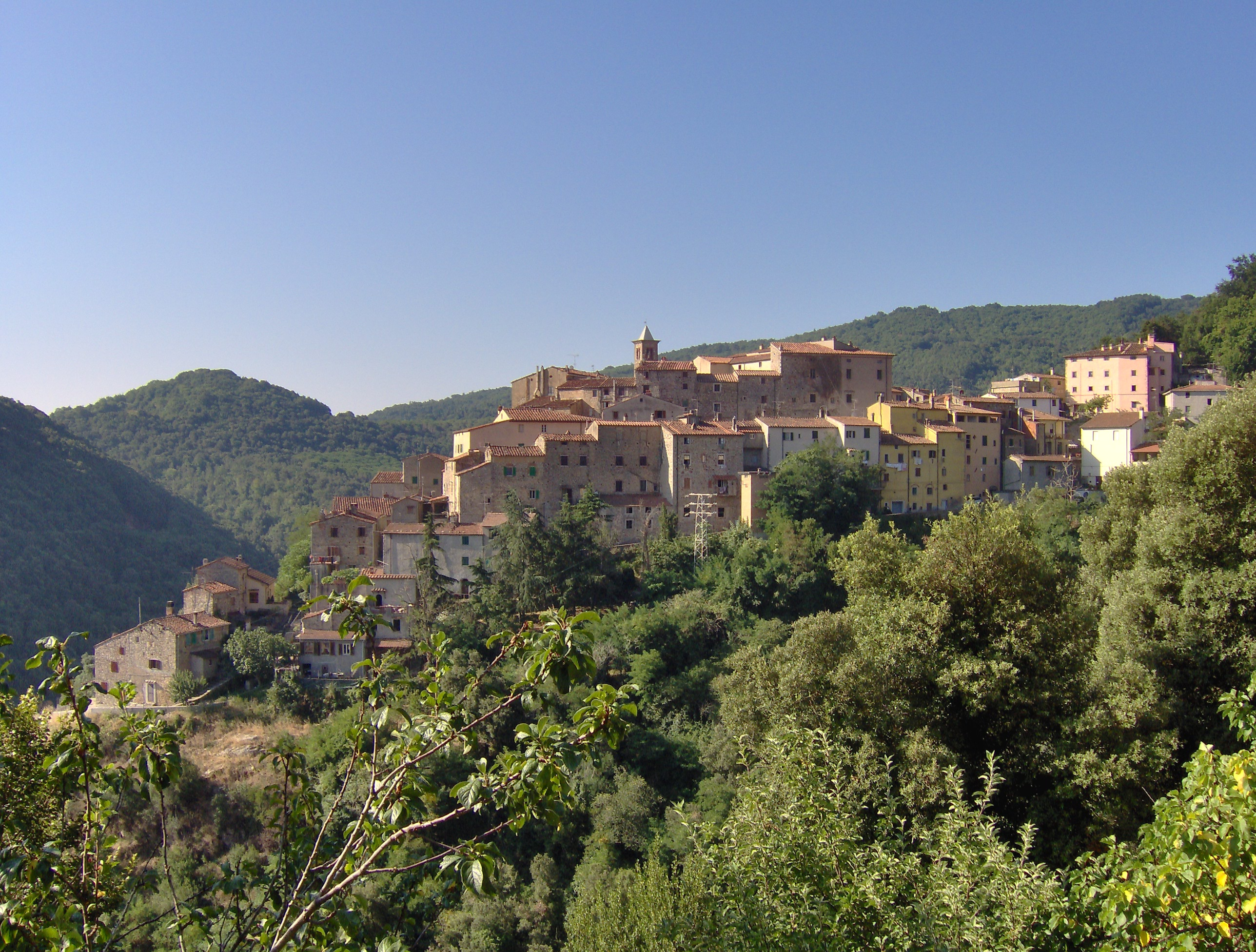

Щорічний фестиваль відбувається 30 листопада. 

## Демографія
Населення за роками:

Станом на 1 січня 2023 року в муніципалітеті офіційно проживали 83 іноземці з 20 країн, серед них 23 громадяни країн Євросоюзу та 6 громадян України.

## Сусідні муніципалітети
- Кастаньєто-Кардуччі
- Монтеверді-Мариттімо
- Суверето